# Ishana

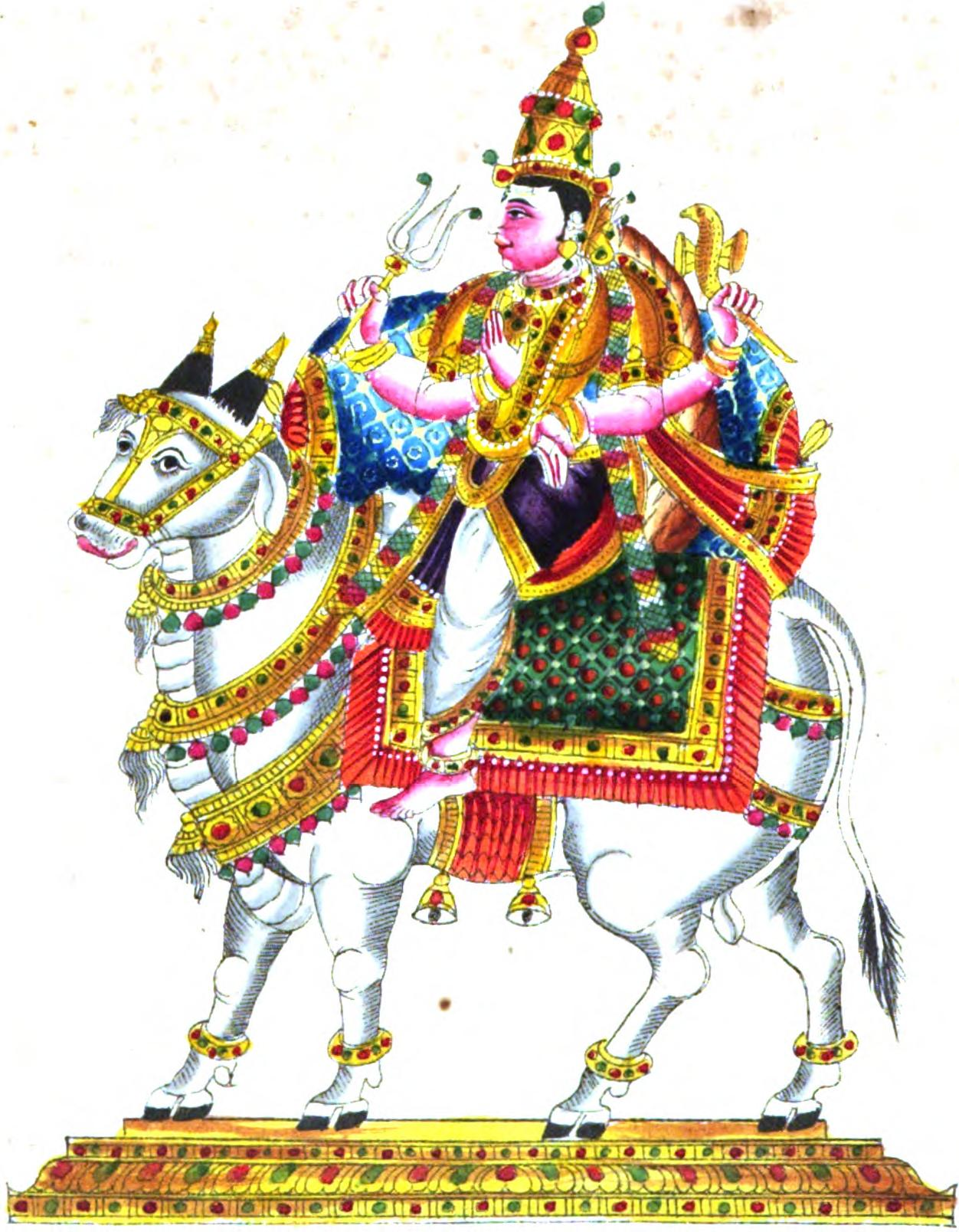
Ilustración de Ishana.

Ishana (del sanskr Īśāna) es el nombre de un aspecto del dios Shiva.
El nombre Ishana también se menciona en Shiva Mahapurana como uno de los cinco nombres del dios. Īśāna tiene sus raíces en la palabra "ish", que significa el poder invisible que gobierna el universo. El portador de este poder, o de este poder en sí, es Īśāna. Es sinónimo de Ishwar, que significa "El Señor". En las escrituras hinduistas éste es un nombre dado a Shiva. Según las escrituras, Shiva tiene cinco cabezas, cada una denota uno de los cinco tattvas (elementos) a saber: fuego, tierra, aire, agua y éter (también llamado como elemento-cielo o aakash-tattva en sánscrito) que componen el universo. Esta quinta cabeza de Shiva se encara hacia arriba, hacia el cielo.